# Busuioacă de Bohotin
Busuioacă de Bohotin este un soi de viță de vie românesc, originar din satul Bohotin, localitatea Răducăneni, județul Iași, care se cultivă doar în câteva zone viticole din România. Boabele de strugure sunt violet-roșcate. Vinul obținut are o culoare rosé diferită de orice alt tip de vin.

## Descriere
Busuioaca este un vin licoros cu o corpolență deosebită, cu un parfum inconfundabil, amestec de trandafir și busuioc ce îi dau o notă aparte, rar întâlnită la alte vinuri aromate. Aroma sa este unică, aducând a caprifoi și a piersici coapte, suculente, cu o armonie perfectă de zahăr, alcool și aciditate. Gustul dulce are câteodată o aromă sensibil amăruie de migdale.
Soiul Busuioacă de Bohotin se cultivă în patru centre viticole: Bohotin (județul Iași), Huși (județul Vaslui), Pietroasa (județul Buzău) și Tohani (județul Prahova). Dacă se adună suprafața cultivată cu acest soi în cele patru centre viticole, se obține un total de circa 100 ha, ceea ce determină ca producția națională de vin autentic de Busuioacă de Bohotin să fie foarte mică.